# Christuskirche (Saarbrücken)

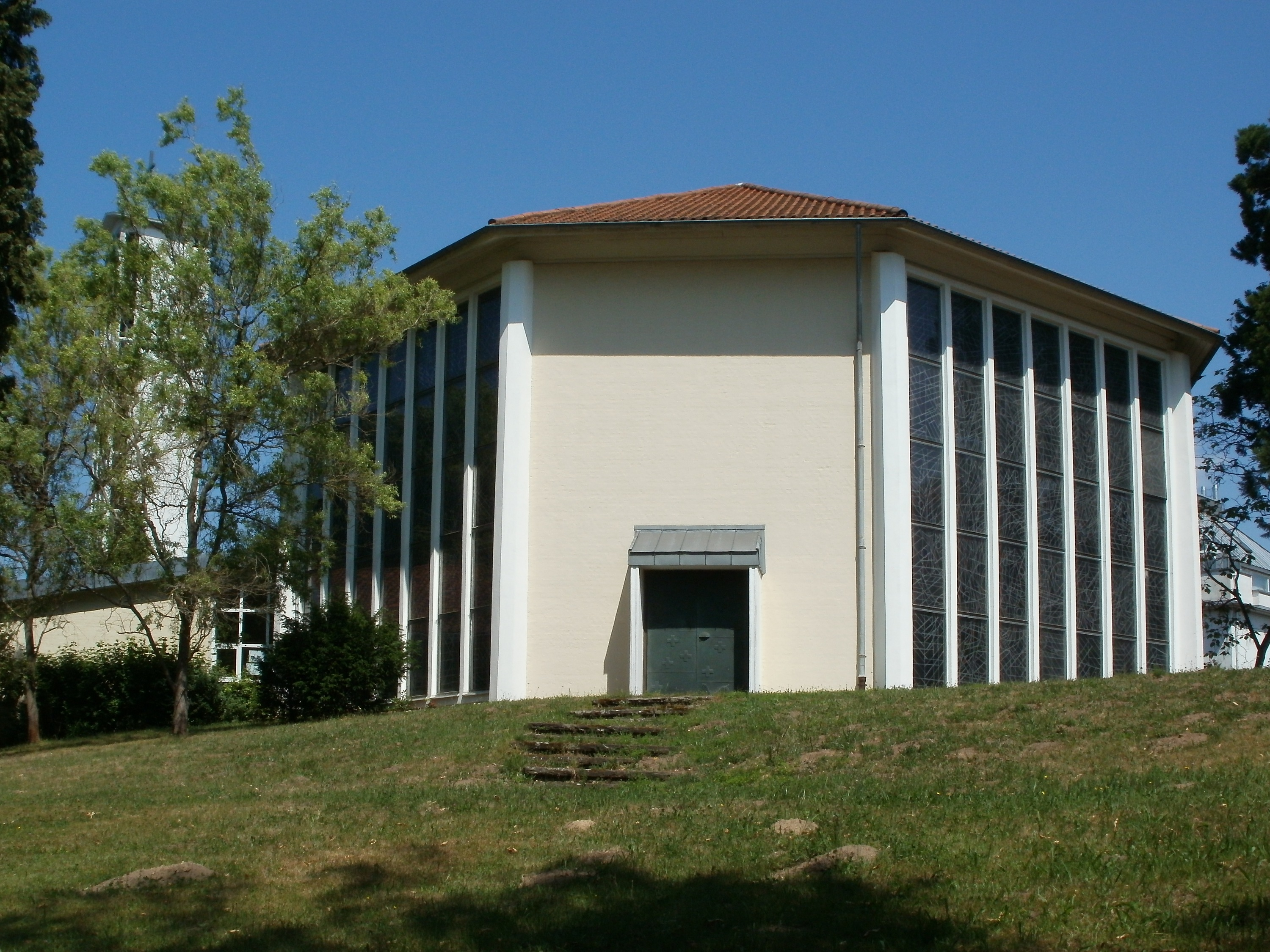
Eingang der Christuskirche

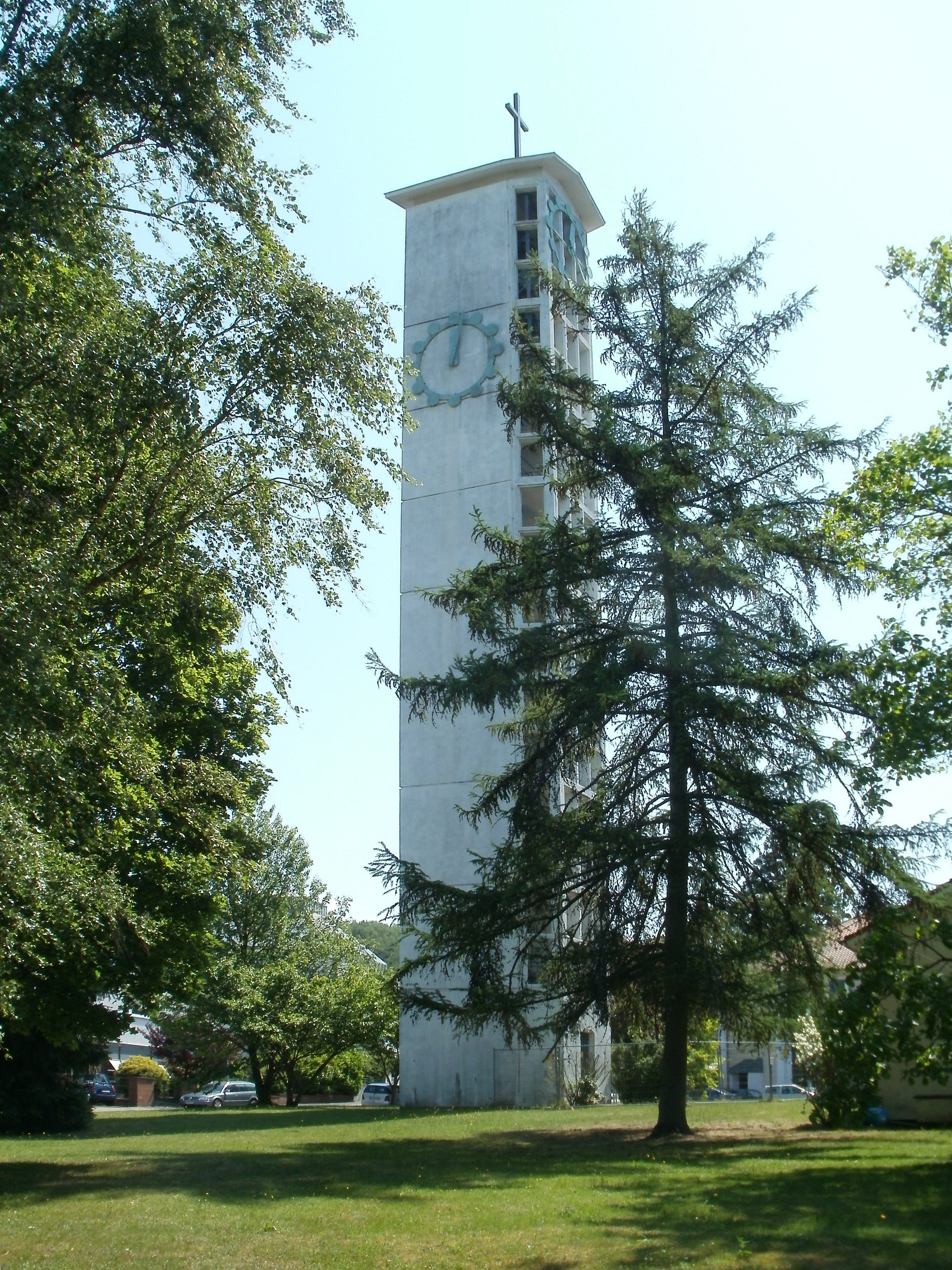
Kirchturm

Die Christuskirche ist ein Kirchengebäude der evangelischen Kirche im Rotenbühler Weg 64 im Saarbrücker Stadtteil Rotenbühl. Sie steht als Einzeldenkmal unter Denkmalschutz.
Sie gehört zur Kirchengemeinde St. Johann im Kirchenkreis Saar-West der Evangelischen Kirche im Rheinland.

## Geschichte
Die Kirche wurde zwischen 1955 und 1958 nach Plänen von Rudolf Krüger errichtet und am 19. April 1959 eingeweiht. Das Gelände war nach dem Abriss des Landhaus Rotenbühl freigeworden, das ab 1916 als Genesungsheim und später als Kindererholungsheim gedient hatte.

## Architektur
Die Kirche ist als oktogonaler Zentralbau mit Zeltdach konstruiert. Vier der acht Wände wurden durch wandhohe Glasfenster ersetzt. Im Westen schließt sich ein eingeschossiger abgewinkelter Bau mit Pfarr- und Gemeinderäumen und einer Kindertagesstätte an. Im Nordwesten steht der weiße Kirchturm aus Beton als Solitär.

## Ausstattung
Den Altar schuf Albert Schilling aus Basel. Die Glasfenster stammen von dem Heidelberger Künstler Harry MacLean. 

### Orgel
Die heutige Orgel wurde 1977 von der Firma Muhleisen aus Straßburg erbaut und am 16. Oktober 1977 eingeweiht. Der Prospektentwurf stammt vom damaligen Organisten Kirchenmusikdirektor Friedrich Schäfer. Die Disposition lautet wie folgt:
| I Hauptwerk C–g3 |       |
| Bourdon          | 16′   |
| Prinzipal        | 8′    |
| Rohrflöte        | 8′    |
| Oktave           | 4′    |
| Flöte            | 4′    |
| Schwiegel        | 2′    |
| Mixtur IV        | 1 ⁄3′ |
| Trompete         | 8′    |
| Tremulant        |       |

| II Schwellwerk C–g3 |       |
| Gedackt             | 8′    |
| Prinzipal           | 4′    |
| Rohrflöte           | 4′    |
| Oktave              | 2′    |
| Sesquialter II      |       |
| Scharff IV          | 2 ⁄3′ |
| Oboe                | 8′    |
| Tremulant           |       |
| Glockenspiel (F–d3) |       |

| Pedal C–f1 |       |
| Subbass    | 16′   |
| Prinzipal  | 8′    |
| Gedeckt    | 8′    |
| Prinzipal  | 4′    |
| Mixtur IV  | 2 ⁄3′ |
| Fagott     | 16′   |

- Koppeln: II/I, I/P, II/P
- Zimbelstern